# Ilie Bărbulescu
Pour les articles homonymes, voir Bărbulescu.
Ilie Bărbulescu est un footballeur roumain né le 24 juin 1957 à Pitești et mort le 1er février 2020.

## Carrière
- 1971-1982 :  FC Argeș Pitești
- 1982-1984 :  FC Olt Scornicești
- 1983-1984 :  Petrolul Ploiești
- 1984-1987 :  Steaua Bucarest
- 1987-1988 :  Petrolul Ploiești
- 1987-1988 :  FC Argeș Pitești
- 1988-1989 :  Dacia Pitești
- 1990-1991 :  Callatis Mangalia

## Palmarès

### En club
Argeș Pitești
- Champion de Roumanie en 1979
- Vice-Champion de Roumanie en 1978
- Finaliste de la Coupe des Balkans en  1988

 Steaua Bucarest
- Vainqueur de la Coupe d'Europe des Clubs Champions en 1986
- Vainqueur de la Supercoupe de l'UEFA en 1986
- Champion de Roumanie en 1985, 1986, 1987
- Vainqueur de la Coupe de Roumanie en 1985 et 1987
- Finaliste de la Coupe intercontinentale en 1986